# Saint-Martin-de-Juillers
Saint-Martin-de-Juillers – miejscowość i gmina we Francji, w regionie Nowa Akwitania, w departamencie Charente-Maritime.
Według danych na rok 1990 gminę zamieszkiwały 164 osoby, a gęstość zaludnienia wynosiła 20 osób/km² (wśród 1467 gmin regionu Poitou-Charentes Saint-Martin-de-Juillers plasuje się na 831. miejscu pod względem liczby ludności, natomiast pod względem powierzchni na miejscu 930.).